# Otholobium rotundifolium
Otholobium rotundifolium är en ärtväxtart som först beskrevs av Carl von Linné d.y., och fick sitt nu gällande namn av Charles Howard Stirton. Otholobium rotundifolium ingår i släktet Otholobium och familjen ärtväxter. Inga underarter finns listade i Catalogue of Life.